# Opočno (letohrádek)
Letohrádek v Opočně je původně renesanční stavba umístěná v horní části opočenského zámeckého parku.

## Historie
Stavba byla postavena v letech 1601 až 1602 v renesančním stylu Janem Rudolfem Trčkou z Lípy. Předlohou se stal královský letohrádek v pražské Staré královské oboře. Renesanční budova prošla z popudu Rudolfa Josefa Colloredo-Mansfelda v roce 1810 empírovými úpravami. V roce 1972 byl letohrádek upraven na obřadní síň v přízemí a výstavní síň Františka Kupky v prvním patře.
V současné době je letohrádek uzavřen a je veřejnosti nepřístupný.

## Dispozice
Stavba je umístěna v horní části zámeckého parku. Jedná se o jednopatrovou budovu řazenou do tzv. severské pozdní renesance. Přízemí je otevřeno půlkruhovými arkádami, patro je rozčleněno arkádami slepými. Ke stavbě na jižní části přiléhá zastřešená schodišťová věž. Od ní vede zastřešená chodba, která letohrádek spojuje s kostelem a zámkem.
V současnosti se jedná o největší renesanční stavbu českého venkova.

## Externí odkazy

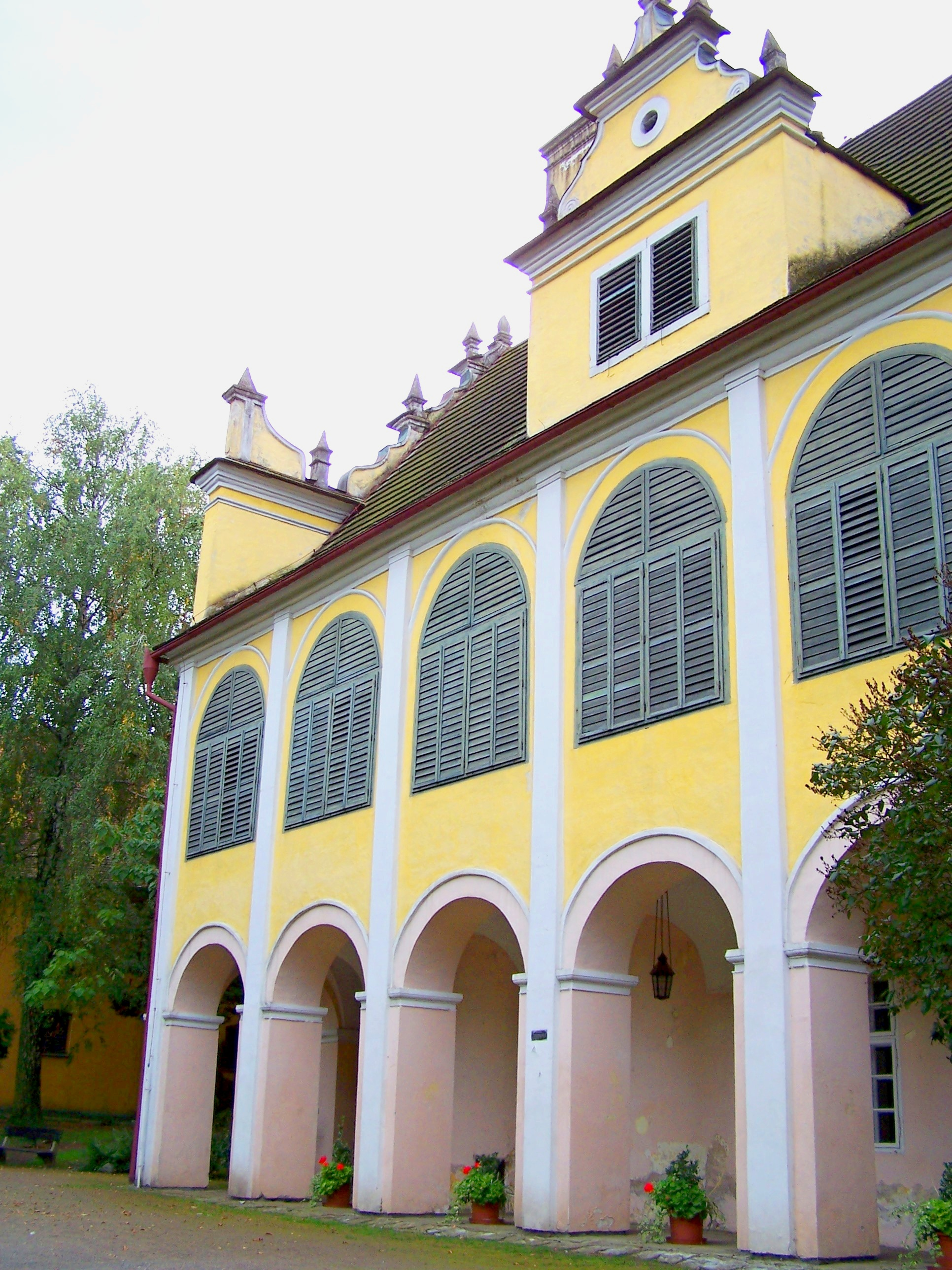
Boční pohled
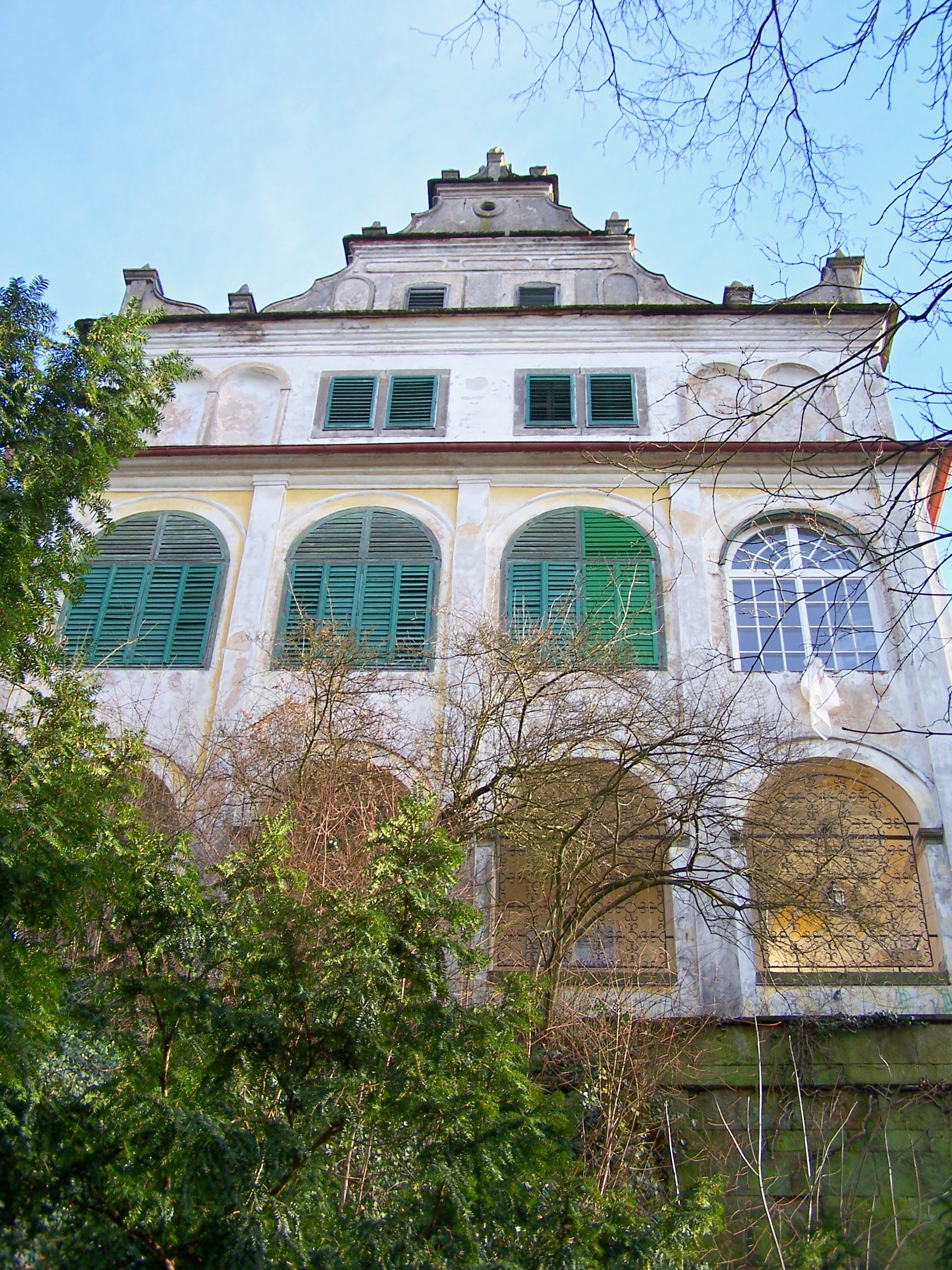
Pohled ze zámeckého parku
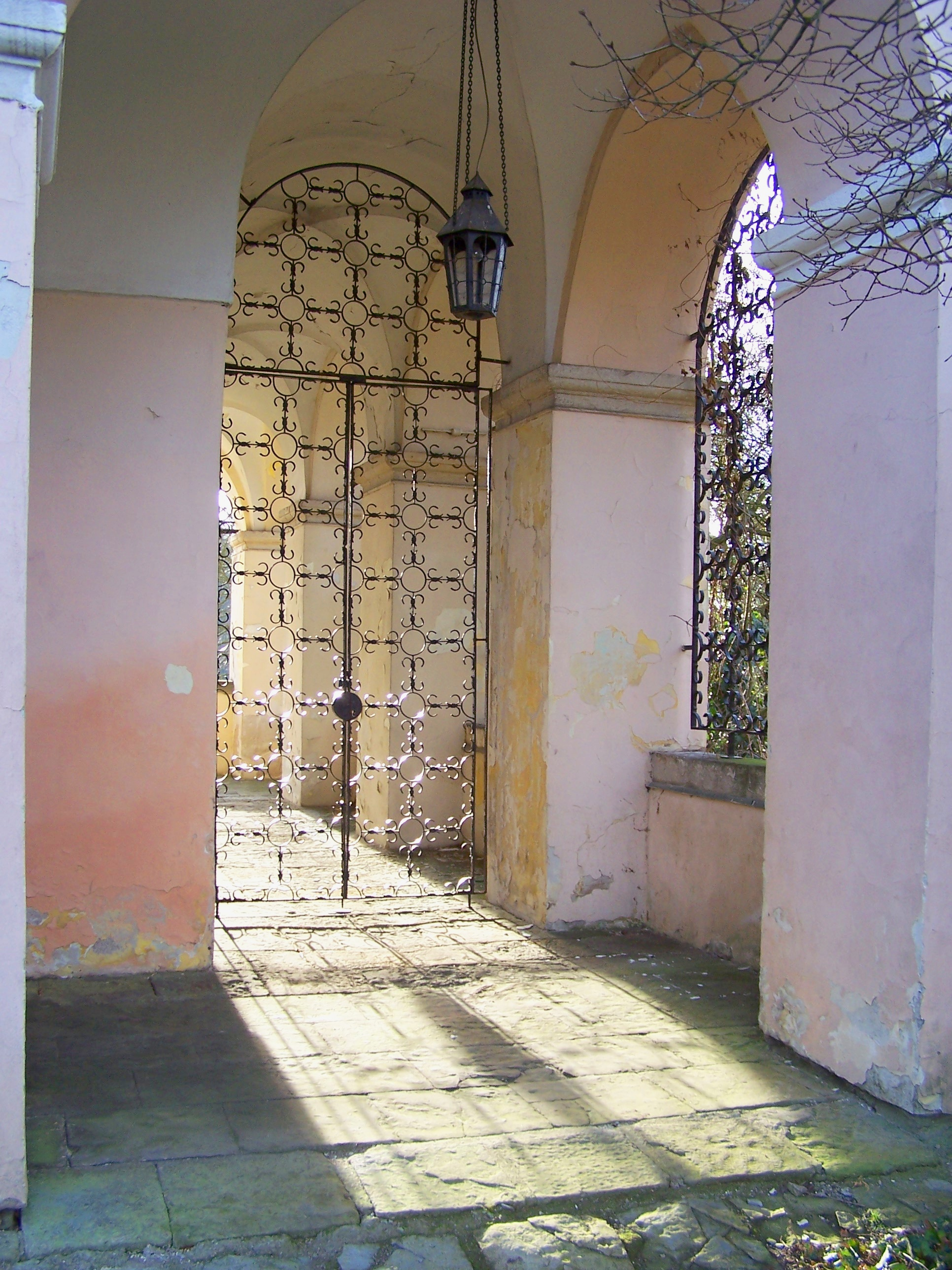
Stylizovaná mříž
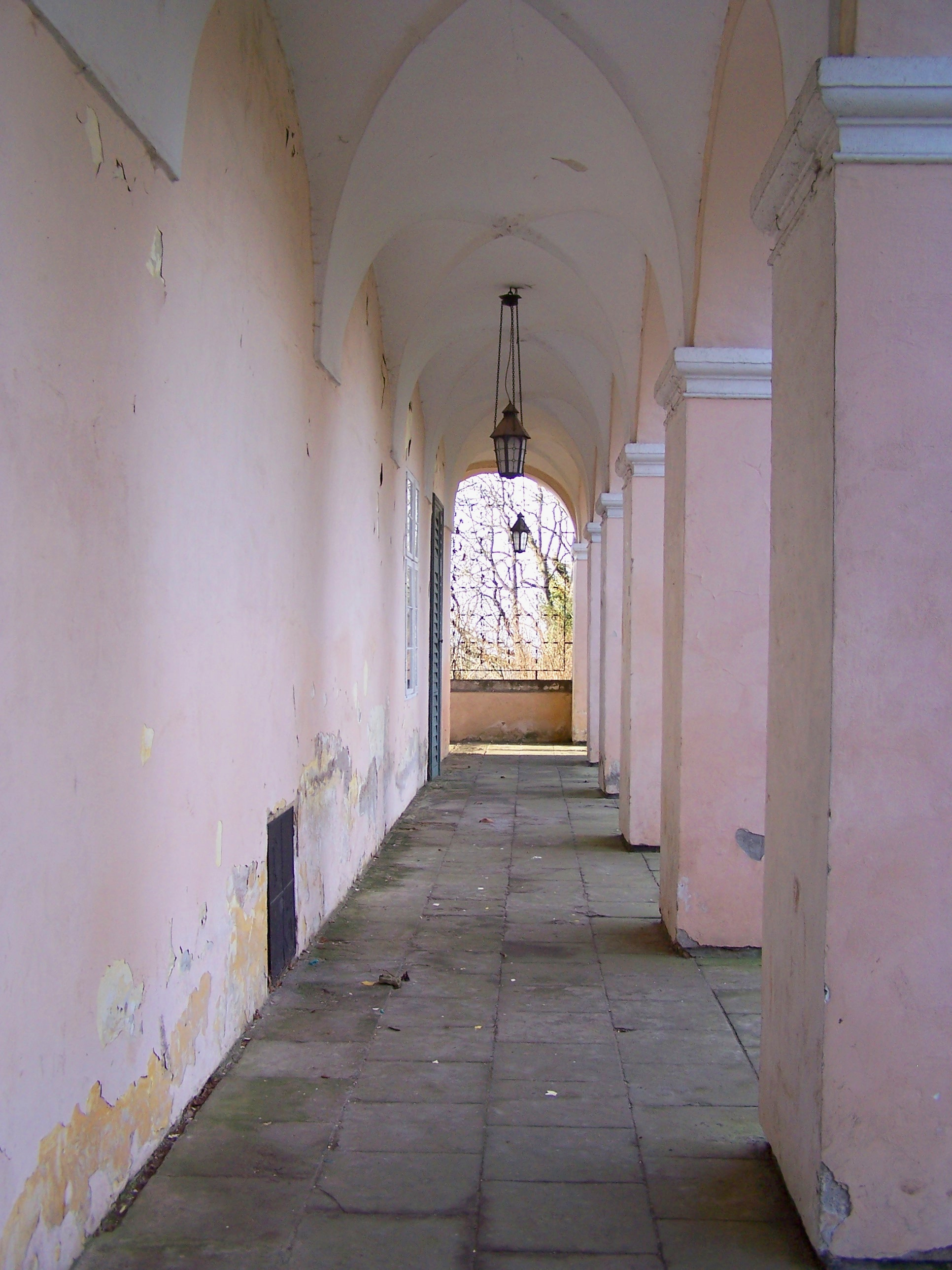
Podloubí
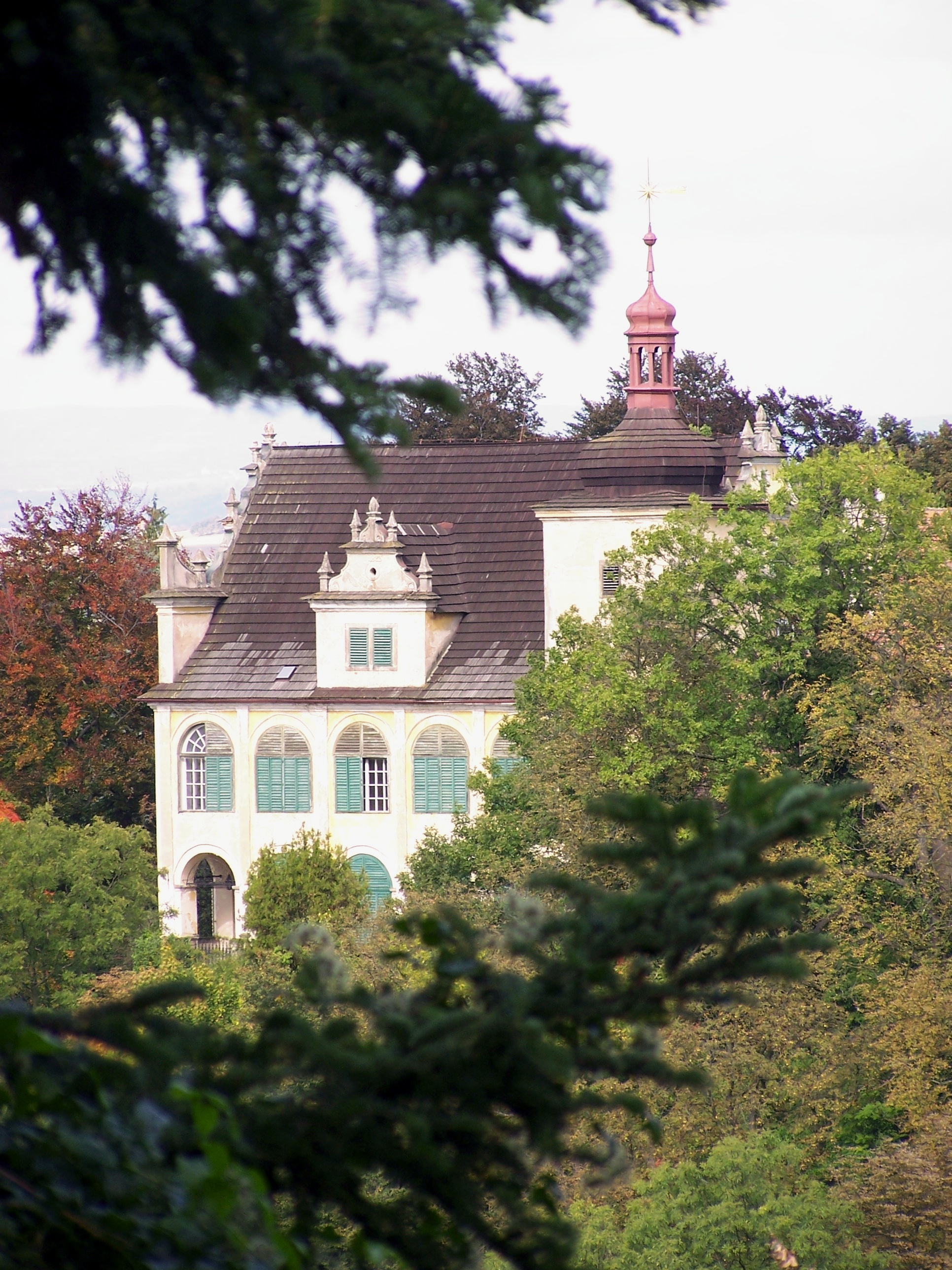
Pohled od obory
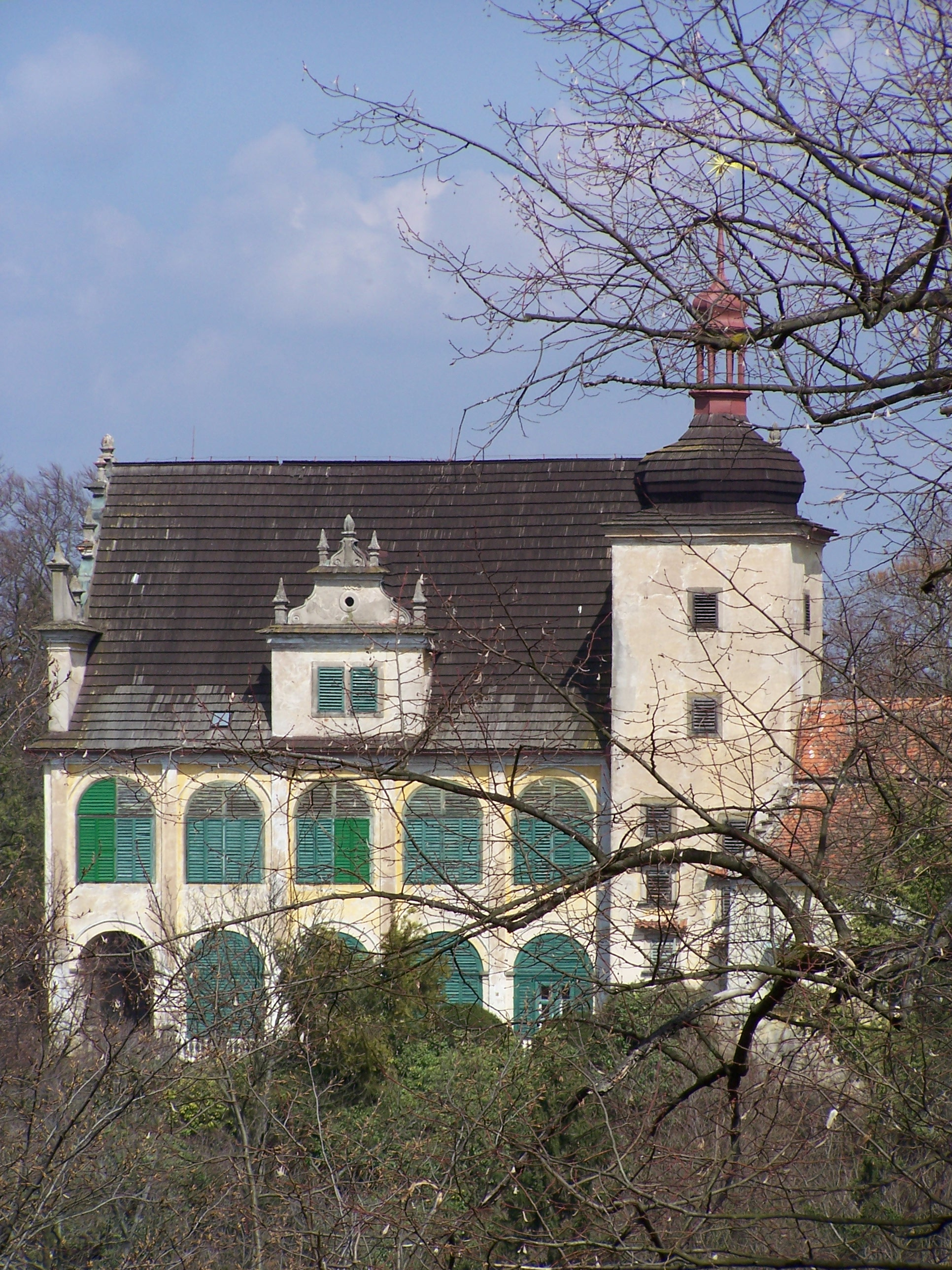
Pohled od obory
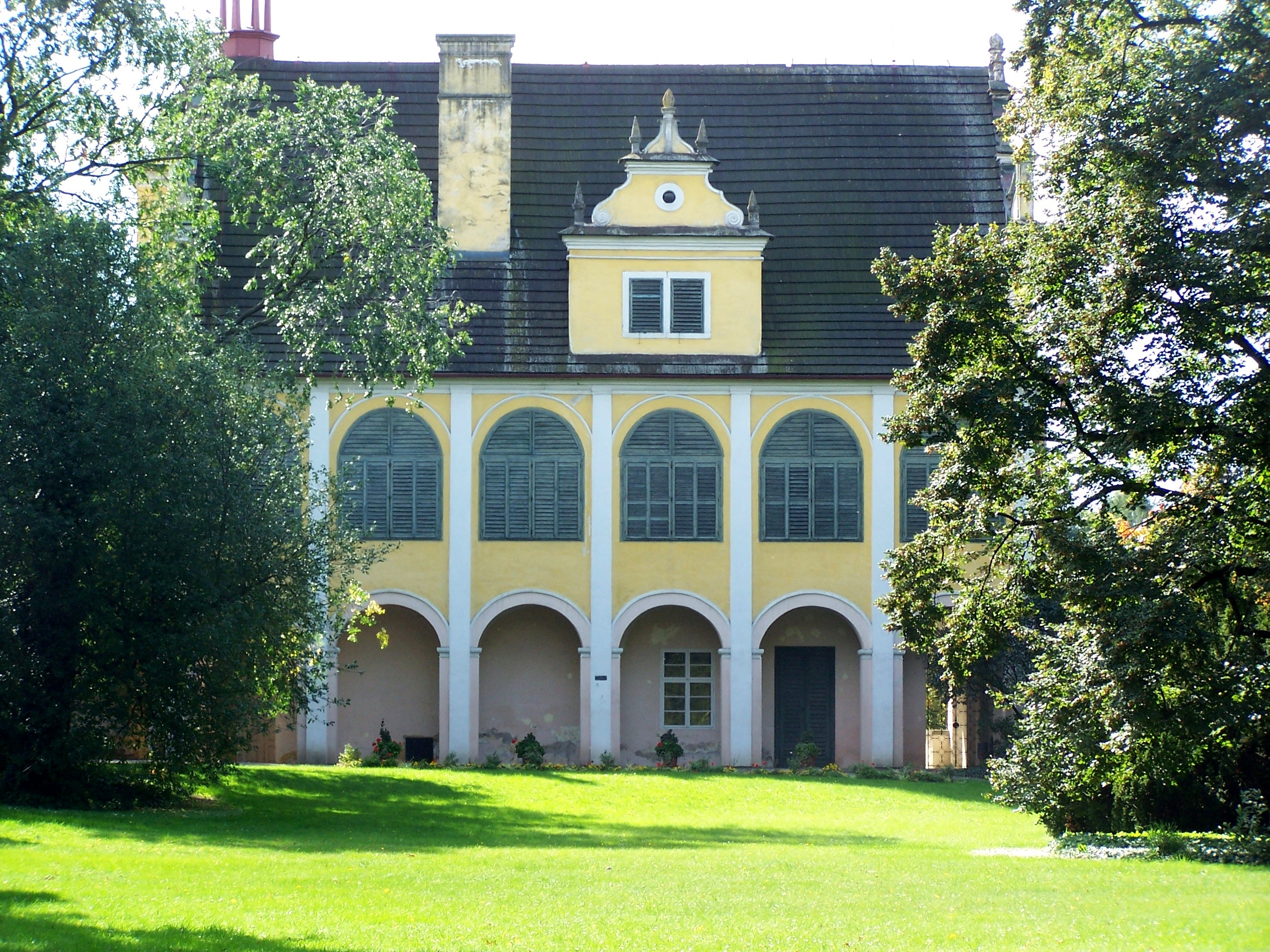
Čelní pohled